# 576i

Mapa de resolução SDTV por país, em azul os que adotam o 576i.

576i é um formato de SDTV usado nos paises que utilizam o sistema PAL e SECAM. Juntamente com o NTSC 480i são os padrões mais utilizados no sistema standard de televisão.
O número 576 indica a quantidade de linhas na resolução vertical o i quer dizer intrelaçado (interlaced em inglês). Com velocidade de campo de 50 Hz